# Пильщикова, Тамара Никитична
Тама́ра Ники́тична Пи́льщикова (в девичестве Ме́льникова; 18 марта 1946, Киреевск) — советская трековая велогонщица, выступала за сборную СССР во второй половине 1960-х — первой половине 1970-х годов. Чемпионка мира в индивидуальном спринте, многократная чемпионка всесоюзных и всероссийских первенств в различных спринтерских и темповых дисциплинах. На соревнованиях представляла спортивное общество «Буревестник», заслуженный мастер спорта СССР (1991).

## Биография
Родилась 18 марта 1946 года в городе Киреевске Тульской области. В детстве увлекалась конькобежным спортом и лыжными гонками, активно заниматься велоспортом начала во время учёбы в девятом классе, проходила подготовку в школе высшего спортивного мастерства под руководством тренера Константина Константиновича Суханова, позже тренировалась у Вячеслава Степановича Карасева в велосекции Тульского государственного педагогического университета имени Л. Н. Толстого, где обучалась на физико-техническом факультете. Состояла в тульском добровольном спортивном обществе «Буревестник».
В 1966 году дебютировала в трековых велогонках, а уже год спустя одержала победу на Спартакиаде народов СССР в гите на 500 метров. В 1968 и 1969 годах в этой же дисциплине неизменно становилась чемпионкой Советского Союза, тогда как на первенстве РСФСР была лучшей также в индивидуальном спринте и командной гонке преследования. В 1972 году благодаря очередной победе на первенстве Советского Союза удостоилась права представлять честь страны на чемпионате мира в Марселе, однако смогла дойти здесь только до стадии четвертьфиналов — в спринтерском состязании с голландской спортсменкой проиграла из-за падения.
На чемпионате СССР в г. Тбилиси в 1973 году Пильщикова выиграла групповую гонку и гит на 500 метров с места. В следующем сезоне продолжила побеждать и побывала на чемпионате мира в Монреале, откуда привезла награду золотого достоинства, одолев в индивидуальном спринте всех своих соперниц, в том числе американку Сью Наварру и титулованную соотечественницу Галину Царёву. Впоследствии оставалась действующей спортсменкой ещё в течение нескольких лет, последние значимые результаты показала в сезонах 1976 и 1977 годов, когда вновь выиграла первенство РСФСР в спринте и командной гонке преследования. За выдающиеся спортивные достижения в 1991 году удостоена почётного звания «Заслуженный мастер спорта СССР».
Имеет два высших образования, помимо физико-технического факультета Тульского государственного педагогического университета в 1981 году дополнительно окончила заочное отделение факультета физического воспитания. Долгое время работала в университете в качестве преподавателя, в 1995 году получила степень кандидата педагогических наук и профессора, защитив диссертацию на тему «Дидактические средства формирования современного экономического мышления в процессе подготовки студентов педвуза». С этого момента вплоть до 2005 года была деканом факультета физической культуры, подготовив множество квалифицированных специалистов. В поздние годы активно занималась политической и общественной деятельностью, избиралась депутатом Тульской областной Думы четвёртого созыва, в период 2004—2009 занимала пост заместителя председателя Тульской областной Думы. С 2006 года сотрудничает с Тульской региональной общественной организацией помощи детям-инвалидам с особенностями развития «Маленькая страна — мы есть!», помогает в решении задачи социальной адаптации и психомоторной реабилитации детей, имеющих расстройства аутистического спектра. Награждена медалью ордена «За заслуги перед Отечеством» II степени, в 2012 году признана «Почётным гражданином Тульской области».